# André Navarri
André Navarri, né le 22 mars 1953, est diplômé de l'École centrale de Paris (promotion 1975). Il a commencé sa carrière comme conseiller pour les sociétés SCET International au Brésil et EXA International au Brésil et en Afrique.

## Biographie
Il s'est joint à Alstom Unelec en 1979, comme ingénieur en Chine et au Moyen-Orient, où il a mis à profit son expérience à titre d'ingénieur et de conseiller. Il a occupé des postes de direction chez Alstom Unindo en Indonésie, chez Alstom Transmission et Distribution en France et à la division Équipement de transport, également en France.
De 1996 à 1999, il a été président de la division transport, période au cours de laquelle cette division est devenue chef de file du secteur. Ses réalisations comprennent le développement des exportations, de systèmes, de services et de l'activité signalisation; l'élaboration de nouveaux processus de gestion de projets et de nouveaux contrôles de rendement ; l'amélioration de l'efficience des achats qui a permis de réduire les coûts ; l'amélioration de la rentabilité ; et le développement d'une activité récurrente à marge élevée.
Par la suite, M. Navarri a été brièvement président directeur général de l'équipementier automobile Valeo SA où il a développé de nouvelles stratégies en matière d'orientation clientèle, d'innovation et de réduction de coûts.
Puis il a été président, opérations chez Alcatel, où il était responsable des opérations de fabrication, des achats, des processus, des systèmes d'information et de la qualité.
En février 2004, André Navarri a été nommé président de Bombardier Transport.
En décembre 2004, en plus de ses responsabilités de président de Bombardier Transport, M. Navarri s'est vu confier les fonctions de vice-président exécutif de Bombardier Inc., se joignant à Laurent Beaudoin, président du conseil d'administration et chef de la direction, et à Pierre Beaudoin, président et chef de l'exploitation de Bombardier Aéronautique, au sein du nouveau Bureau du Président. Depuis, il siège également au conseil d'administration de la Société.
En mai 2005, M. Navarri a été nommé président du conseil d'administration de l'Association des industries ferroviaires européennes (UNIFE).